# Senyal diferencial de baix voltatge

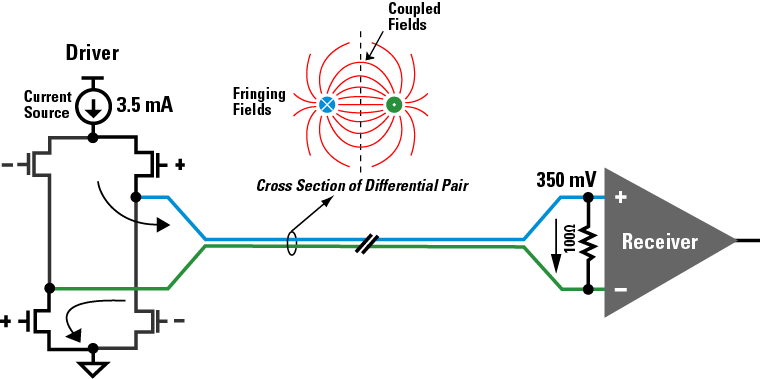
Funcionament del circuit bàsic LVDS que mostra el corrent que flueix en un bucle de tornada al conductor i la consegüent baixa emissió radiada (EMI) per raó de l'acoblament de camp en el parell diferencial

El sistema de senyal diferencial de baix voltatge o LVDS (low-voltage differential signaling), és un sistema de transmissió de senyals a alta velocitat sobre mitjans de transmissió barats, com pot ser el parell trenat. Va ser introduït el 1994 i es va fer molt popular en xarxes de computadors d'alta velocitat per a la transmissió de dades, encara que hi ha empreses que l'han deixat, com Intel i AMD que van publicar un comunicat de premsa el desembre de 2010 dient que no suportarien la interfície de pantalla LCD LVDS en les seves línies de producció a partir de 2013. De fet estan promovent l'interfície DisplayPort incrustat i DisplayPort intern com la seva solució preferida

## Descripció
LVDS és un sistema de senyal diferencial, que significa que el senyal és transmès per duplicat per l'emissor però amb diferent voltatge, un senyal transmès amb signe positiu, mentre que al mateix temps se'n transmet un altre amb signe negatiu. Per a això calen dos cables diferenciats. Una vegada el senyal arriba al receptor, aquest s'encarrega de comparar ambdós senyals, i comprovar quin dels dos té major potencial i assignar el valor lògic que correspongui.
La transmissió de les dades dels sistemes que utilitzen aquest tipus de transmissió de senyal es realitza en sèrie (bit a bit), per raó d'haver de doblar el nombre de cables necessaris per a la transmissió, fet que en sistemes de transmissió en paral·lel seria inviable. L'objectiu de la transmissió diferencial és poder recuperar més fàcilment el senyal en el receptor, gràcies a que és més fàcil mesurar quant més positiu és un senyal respecte a un altre, que obtenir el potencial absolut del senyal en el punt de recepció, ja que la caiguda de tensió en la línia és la mateixa per ambdós cables, no afectant així a la diferència entre ambdues tensions.